# ODIHR
Úřad pro demokratické instituce a lidská práva, zkráceně ODIHR, je hlavní institucí Organizace pro bezpečnost a spolupráci v Evropě (OBSE) pro monitoring voleb a podporu dodržování lidských práv v různých zemích.
Má sídlo ve Varšavě.
Úkolem ODIHR je pomáhat 57 účastnickým státům OBSE zajišťovat dodržování lidských práv a základních svobod; dodržovat zásady právního státu; podporovat principy demokracie; budovat, posilovat a chránit demokratické instituce; a podporovat toleranci napříč společností.
Úřad také hraje důležitou roli při posilování dialogu mezi státy, vládami a občanskou společností.